# 1994 في الولايات المتحدة
فيما يلي قوائم الأحداث التي وقعت خلال عام 1994 في الولايات المتحدة.

## أحداث
- 2 يوليو – خطوط الولايات المتحدة الجوية الرحلة 1016
- 8 سبتمبر – خطوط الولايات المتحدة الجوية الرحلة 427
- 7 أبريل – فيديكس إكسبرس الرحلة 705

## سياسة

### تعيين في المنصب
- 1 يناير – إرنست لي فلتشر عضو مجلس نواب كنتاكي.
- 1 يناير – رودي جولياني عمدة مدينة نيويورك.
- 18 يناير – كريستين تود ويتمان حاكم نيو جيرسي [الإنجليزية]‏.
- 3 فبراير – وليام بيري وزير الدفاع الأمريكي.
- 4 أبريل – رون كيرك وزير خارجية تكساس [الإنجليزية]‏.
- 16 نوفمبر – جيم إنهوف عضو مجلس الشيوخ الأمريكي.
- 2 ديسمبر – بنيامين جيروم حاكم هاواي [الإنجليزية]‏.
- 2 ديسمبر – فريد تومبسون عضو مجلس الشيوخ الأمريكي.
- 5 ديسمبر – هيلدا سوليس عضو مجلس ولاية كاليفورنيا.
- 7 ديسمبر – مايك ميشود عضو مجلس ولاية مين.
- 22 ديسمبر – مايك ماكوري السكرتير الصحفي للبيت الأبيض.

### انتهاء فترة المنصب
- 1 يناير – ج. ه. بينفورد بيي الثالث نائب رئيس أركان جيش الولايات المتحدة [الإنجليزية]‏.
- 1 يناير – ليندسي غراهام عضو مجلس نواب كارولاينا الجنوبية.
- 1 يناير – مارك بريور مجلس نواب أركنساس.
- 1 يناير – مايك كوفمان عضو مجلس نواب كولورادو.
- 1 يناير – مايك ميشود عضو مجلس نواب مين.
- 3 أكتوبر – أرسكين بولز مدير إدارة الأعمال الصغيرة.
- 1 ديسمبر – جون بالداتشي عضو مجلس ولاية مين.
- 2 ديسمبر – بنيامين جيروم نائب حاكم هاواي [الإنجليزية]‏.
- 5 ديسمبر – هيلدا سوليس عضو جمعية ولاية كاليفورنيا.
- 22 ديسمبر – دي دي مايرز السكرتير الصحفي للبيت الأبيض.
- 22 ديسمبر – لويد بنتسن وزير الخزانة الأمريكي.
- 31 ديسمبر – ماريو كومو حاكم نيويورك [الإنجليزية]‏.

## رياضة
- 1 يناير – كأس العالم لكرة القدم 1994 الفائز منتخب البرازيل لكرة القدم.

## ظهور
- 1 يناير – أفينتورا
- 1 يناير – تراين
- 1 يناير – حكاية لعبة هو فيلم أمريكي من إنتاج شركة والت ديزني عام 1995.
- 1 يناير – دفتر الملاحظات كتاب من تأليف نيكولاس سباركس.
- 1 يناير – سيفينداست
- 1 يناير – فانتوم بلانيت
- 1 يناير – كاونتربنش
- 1 يناير – ليمب بيزكت
- 1 يناير – لينكس جورنال
- 1 يناير – مارون 5

## أفلام
من الأفلام التي صدرت هذه السنة في الولايات المتحدة:
- 1 يناير – الابن الصالح من إخراج جوزيف روبن.
- 1 يناير – الاختصاصي من إخراج لويس لوسا.
- 1 يناير – السباق الخماسي من إخراج Bruce Malmuth [الإنجليزية]‏.
- 1 يناير – السماء الزرقاء من إخراج توني ريتشاردسون.
- 1 يناير – الغبي والأغبى من إخراج بوبي فارلي، بيتر فاريلي.
- 1 يناير – الغراب من إخراج أليكس بروياس.
- 1 يناير – المحاصرون في الجنة من إخراج جورج غالو.
- 1 يناير – امرأة صغيرة من إخراج جيليان آرمسترونغ.
- 1 يناير – إد وود من إخراج تيم برتون.
- 1 يناير – إن ذا آرمي ناو من إخراج دانييل بيتري.
- 1 يناير – إيس فانتورا : محقق الحيوانات الأليفة من إخراج توم شاديك [الإنجليزية]‏.
- 1 يناير – تايمكوب من إخراج بيتر هيامس.
- 1 يناير – جاردينج تس من إخراج هيو ويلسون.
- 1 يناير – حلاقة نظيفة من إخراج Lodge Kerrigan [الإنجليزية]‏.
- 1 يناير – شاين أوف كوماند من إخراج ديفيد ورث.
- 1 يناير – عن الحب والظلال من إخراج بيتي كابلان [الإنجليزية]‏.
- 1 يناير – فتاتي 2 من إخراج Howard Zieff [الإنجليزية]‏.
- 1 يناير – قضية البجع من إخراج آلان باكولا [الإنجليزية]‏.
- 1 يناير – ليون: المحترف من إخراج لوك بيسون.
- 1 يناير – ملابس جاهزة من إخراج روبرت ألتمان.
- 1 يناير – يمكن أن يحدث لك من إخراج أندرو بيرغمان.
- 19 مارس – سلاحف النينجا 3 من إخراج ستيوارت جيلارد.
- 18 أبريل – روبوكوب 3 من إخراج فرد ديكر.
- 12 مايو – خيال رخيص من إخراج كوينتن تارانتينو.
- 25 مايو – شرطي بيفرلي هيلز 3 من إخراج جون لانديس.[1]
- 10 يونيو – سرعة من إخراج جان دي بونت.[2]
- 23 يونيو – فورست غامب من إخراج روبرت زيميكس.
- 15 يوليو – ترو لايز من إخراج جيمس كاميرون.[3]
- 29 يوليو – القناع من إخراج تشاك راسيل.
- 12 أغسطس – ذا نيكست كاراتيه كيد من إخراج كريستوفر كين (ممثل).[4]
- 26 أغسطس – قتلة بالفطرة من إخراج أوليفر ستون.[5]
- 10 سبتمبر – الخلاص من شاوشانك من إخراج فرانك دارابونت.[6]
- 14 سبتمبر – كويز شو من إخراج روبرت ريدفورد.
- 16 سبتمبر – رصاص في برودواي من إخراج وودي آلن.[7]
- 28 أكتوبر – ستارغيت من إخراج رولان إيميريش.[8]
- 4 نوفمبر – دابل دراغون من إخراج James Yukich  [لغات أخرى]‏.[9]
- 5 نوفمبر – بقايا اليوم من إخراج جيمس أيفوري.
- 11 نوفمبر – مقابلة مع مصاص الدماء من إخراج نيل جوردن.
- 24 نوفمبر – السيدة داوتفاير من إخراج كريس كولومبوس.
- 12 ديسمبر – باسم الأب من إخراج جيم شيريدان.
- 15 ديسمبر – قائمة شندلر من إخراج ستيفن سبيلبرغ.
- 21 ديسمبر – ولد ريتش من إخراج دونالد بيتري (ممثل).[10]
- 22 ديسمبر – فيلادلفيا من إخراج جوناثان ديم.
- 23 ديسمبر – أساطير الخريف من إخراج إدورد زويك.[11]
- 23 ديسمبر – قتال الشوارع من إخراج ستيفن إي. دي سوزا.[12]

## برامج ومسلسلات وأنمي
- غارفيلد والأصدقاء
- أبناء توم وجيري
- تايني تون

## موسيقى

### أغاني
من الأغاني التي صدرت هذه السنة في الولايات المتحدة:
- 1 يناير – ممنوع الحب من غناء سيلينا.

## كتب
من الكتب التي صدرت هذه السنة في الولايات المتحدة:
- 1 يناير – أمة البروزاك من تأليف Elizabeth Wurtzel [الإنجليزية]‏.
- 1 يناير – الحادث من تأليف دانيال ستيل.
- 1 يناير – الرجال من المريخ والنساء من الزهرة من تأليف جون جراي.
- 1 يناير – الفضاء الفائق من تأليف ميتشيو كاكو.
- 1 يناير – باولا من تأليف إيزابيل الليندي.
- 1 يناير – خطط التصميم من تأليف John Vlissides [الإنجليزية]‏، رالف جونسن، ريتشارد هيلمز، رالف جونسون (فيلسوف).
- 17 مايو – شكرا على التدخين من تأليف كريستوفر باكلي (روائي).
- 1 يوليو – الهدية من تأليف دانيال ستيل.

## مواليد

### يناير
- 5 يناير – روبرت أوبشاو لاعب كرة سلة من الولايات المتحدة الأمريكية.
- 7 يناير – جارنيل ستوكس لاعب كرة سلة أمريكي.
- 8 يناير – غلين روبنسون الثالث لاعب كرة سلة أمريكي.
- 17 يناير – أيريال باورس لاعبة كرة سلة أمريكية.
- 26 يناير – مونتريزل هاريل لاعب كرة سلة أمريكي.

### فبراير
- 1 فبراير – جوليا غارنر ممثلة أمريكية.
- 10 فبراير – مكينزي فيغا[13]
- 11 فبراير – دومينيك جينس ممثل أمريكي.
- 13 فبراير – أليس مارش
- 14 فبراير – بول بوتشر ممثل أمريكي.
- 21 فبراير – هايلي أورانتيا
- 22 فبراير – ألفريد بايتون لاعب كرة سلة أمريكي.
- 23 فبراير – داكوتا فانينغ ممثلة أمريكية.[14]
- 24 فبراير – جيسيكا بيجلا لاعبة كرة مضرب أمريكية.
- 25 فبراير – فريد فانفليت لاعب كرة سلة أمريكي.
- 25 فبراير – ماثيو برابهام سائق سيارة سباق من الولايات المتحدة الأمريكية.
- 28 فبراير – أليكس كاروسو لاعب كرة سلة من الولايات المتحدة الأمريكية.

### مارس
- 6 مارس – ماركوس سمارت لاعب كرة سلة أمريكي.
- 7 مارس – جيك لايمان لاعب كرة سلة من الولايات المتحدة الأمريكية.
- 7 مارس – ديفون وندسور عارضة من الولايات المتحدة الأمريكية.
- 8 مارس – مايكل فرايزر الثاني لاعب كرة سلة من الولايات المتحدة الأمريكية.
- 12 مارس – جرامي غرانت لاعب كرة سلة أمريكي.
- 12 مارس – كريستينا غريمي مغنية أمريكية.
- 13 مارس – أيزيا كازينز لاعب كرة سلة من الولايات المتحدة الأمريكية.
- 14 مارس – أنسيل إلغورت[15]
- 17 مارس – تيري روزير لاعب كرة سلة أمريكي.
- 17 مارس – جوش هاجينز
- 18 مارس – كريس دان لاعب كرة سلة أمريكي.
- 18 مارس – موريا جيفرسون لاعبة كرة سلة أمريكية.

### أبريل
- 9 أبريل – منى خالد لاعبة شطرنج مصرية.
- 10 أبريل – نيرلينس نويل لاعب كرة سلة أمريكي.
- 12 أبريل – سيرشا رونان[16]
- 13 أبريل – آريان رينهارت[17]
- 14 أبريل – سكايلر صامويلز ممثلة أمريكية.
- 18 أبريل – مويسيس أرياس ممثل أمريكي.
- 30 أبريل – مورغان توك لاعبة كرة سلة أمريكية.

### مايو
- 4 مايو – الكسندر جولد
- 6 مايو – غريس مين لاعبة كرة مضرب أمريكية.
- 8 مايو – سام ديكر لاعب كرة سلة أمريكي.
- 16 مايو – مايلس هايزر ممثل أمريكي.
- 24 مايو – جاريل مارتن لاعب كرة سلة من الولايات المتحدة الأمريكية.
- 24 مايو – داستي هيرنانديز هاريسون ملاكم من الولايات المتحدة الأمريكية.
- 24 مايو – كايدن بويد[18]
- 25 مايو – آلي ريسمان لاعبة جمباز فني من الولايات المتحدة الأمريكية.[19]
- 29 مايو – كريستيان هاريسون لاعب كرة مضرب من الولايات المتحدة.
- 31 مايو – ديفين ويليامز

### يونيو
- 3 يونيو – آن وينترس ممثلة أمريكية.
- 8 يونيو – ليف مورجان[20]
- 10 يونيو – تايرون والاس لاعب كرة سلة من الولايات المتحدة الأمريكية.
- 13 يونيو – ميغان رين
- 18 يونيو – شيأون نيوا لاعب كرة قدم ياباني.[21]
- 24 يونيو – إيرين موريارتي ممثلة أمريكية.[22]
- 27 يونيو – برايس جونسون لاعب كرة سلة أمريكي.
- 29 يونيو – كاميلا منديس ممثلة من الولايات المتحدة الأمريكية.[23]

### يوليو
- 4 يوليو – دياندري بمبري لاعب كرة سلة أمريكي.
- 5 يوليو – كاسيدي ولف
- 8 يوليو – جوردن آدامز لاعب كرة سلة أمريكي.
- 9 يوليو – جوردان ميكي لاعب كرة سلة من الولايات المتحدة الأمريكية.
- 13 يوليو – ريدج كانايب[24]
- 15 يوليو – براندون أشلي لاعب كرة سلة أمريكي.
- 25 يوليو – أنتوني باربر لاعب كرة سلة أمريكي.
- 29 نوفمبر – يوليوس رندل لاعب كرة سلة أمريكي.
- 31 يوليو – ليل أوزي فيرت

### أغسطس
- 5 أغسطس – فينس هنتر لاعب كرة سلة أمريكي.
- 8 أغسطس – كاميرون باين لاعب كرة سلة أمريكي.
- 16 أغسطس – جيليان ألين لاعبة كرة سلة أمريكية.
- 17 أغسطس – آرشي غودوين لاعب كرة سلة أمريكي.
- 17 أغسطس – تايسا فارميجا ممثلة أمريكية.
- 18 أغسطس – مادلين بيتش ممثلة من الولايات المتحدة الأمريكية.[25]
- 22 أغسطس – إسرائيل بروسارد ممثل أمريكي.
- 22 أغسطس – توريان برينس لاعب كرة سلة من الولايات المتحدة الأمريكية.
- 24 أغسطس – كيلسي بلوم لاعبة كرة سلة أمريكية.
- 25 أغسطس – جوش فليتر ممثل أمريكي.[26]
- 25 أغسطس – كاريس ليفيرت لاعب كرة سلة أمريكي.
- 27 أغسطس – بريانا ستيوارت لاعبة كرة سلة أمريكية.
- 27 أغسطس – كورتني إم وليامز لاعبة كرة سلة من الولايات المتحدة الأمريكية.

### سبتمبر
- 1 سبتمبر – بيانكا رايان مغنية أمريكية.[27]
- 7 سبتمبر – ديمتريوس جاكسون لاعب كرة سلة من الولايات المتحدة الأمريكية.
- 14 سبتمبر – غاري هاريس لاعب كرة سلة أمريكي.
- 14 سبتمبر – هيلي آن نيلسون ممثلة أمريكية.[28]
- 16 سبتمبر – نايجل ويليامز جوس لاعب كرة سلة أمريكي.
- 23 سبتمبر – أورورا بيرينو ممثلة أمريكية.
- 23 سبتمبر – تيفاني ميتشل لاعبة كرة سلة أمريكية.
- 29 سبتمبر – هالزي موسيقية أمريكية.[29]
- 30 سبتمبر – واين سيلدن جونيور لاعب كرة سلة من الولايات المتحدة الأمريكية.

### أكتوبر
- 10 أكتوبر – مايك توبي لاعب كرة سلة من الولايات المتحدة الأمريكية.
- 11 أكتوبر – إيماني بوييت لاعبة كرة سلة من الولايات المتحدة الأمريكية.
- 13 أكتوبر – نواه كراوفورد
- 18 أكتوبر – ماندي ميوز ممثلة اباحية أمريكية.
- 23 أكتوبر – مارغريت كوالي
- 24 أكتوبر – كريستال جونغ
- 26 أكتوبر – جوردن موريس لاعب كرة قدم من الولايات المتحدة الأمريكية.[30]
- 26 أكتوبر – مورغان سايلور ممثلة أمريكية.[31]
- 27 أكتوبر – إدي آلدرسن ممثل أمريكي.
- 27 أكتوبر – تيم كوارترمان لاعب كرة سلة من الولايات المتحدة الأمريكية.
- 28 أكتوبر – آرون هاريسون لاعب كرة سلة من الولايات المتحدة الأمريكية.
- 28 أكتوبر – أندرو هاريسون لاعب كرة سلة أمريكي.

### نوفمبر
- 8 نوفمبر – لورين ألاينا[32]
- 10 نوفمبر – زوي دويتش[33]
- 23 نوفمبر – جوليان جاكوبس لاعب كرة سلة أمريكي.
- 29 نوفمبر – يوليوس رندل لاعب كرة سلة أمريكي.

### ديسمبر
- 3 ديسمبر – جاك أوستن ممثل أمريكي.
- 11 ديسمبر – غابرييل باسو ممثل أمريكي.
- 12 ديسمبر – أوتو ورمبر طالب جامعي اميركي سجن في كوريا الشمالية.[34]
- 13 ديسمبر – موبي فر لاعب كرة قدم من الولايات المتحدة الأمريكية.[35]
- 16 ديسمبر – نايجل هايز لاعب كرة سلة أمريكي.
- 17 ديسمبر – نات وولف
- 24 ديسمبر – جنيفر فالنتي متسابقة دراجات أمريكية.
- 30 ديسمبر – تروي ويليامز لاعب كرة سلة أمريكي.

## وفيات

### يناير
- 1 يناير – سيزار روميرو (مواليد 1907) ممثل أمريكي.[36]
- 8 يناير – بات بوترام (مواليد 1915) ممثل أمريكي.[37]
- 22 يناير – تيلي سافالاس (مواليد 1922)[38]
- 27 يناير – كلود أكينز (مواليد 1926) ممثل أمريكي.[39]
- 29 يناير – نيك كرافات (مواليد 1912) ممثل أمريكي.[40]

### فبراير
- 2 فبراير – ستيف باركلي (مواليد 1918) ممثل أمريكي.[41]
- 6 فبراير – جاك كيربي (مواليد 1917)[42]
- 6 فبراير – جوزيف كوتين (مواليد 1905)[43]
- 9 فبراير – هوارد تيمن (مواليد 1934)[44]
- 11 فبراير – سوريل بوكه (مواليد 1930) ممثل أمريكي.[45]
- 11 فبراير – وليام كونراد (مواليد 1920)[46]
- 21 فبراير – أوسكار كولازو (مواليد 1914)
- 24 فبراير – دينه شور (مواليد 1916)[47]
- 25 فبراير – باروخ جولدشتاين (مواليد 1956) طبيب من الولايات المتحدة الأمريكية.
- 25 فبراير – جيرسي جو والكوت (مواليد 1914) سياسي أمريكي.[48]
- 26 فبراير – بيل هيكس (مواليد 1961)[49]

### مارس
- 2 مارس – أنيتا موريس (مواليد 1943)[50]
- 2 مارس – كليجي هيرمسين (مواليد 1923) لاعب كرة سلة أمريكي.
- 9 مارس – لورانس سبيفاك (مواليد 1900)[51]
- 17 مارس – إلسورث فاينز (مواليد 1911) لاعب كرة مضرب من الولايات المتحدة.[52]
- 21 مارس – ماكدونالد كاري (مواليد 1913) ممثل من الولايات المتحدة.[53]
- 22 مارس – والتر لانتز (مواليد 1899)[54]

### أبريل
- 3 أبريل – تشاد كينش (مواليد 1958) لاعب كرة سلة من الولايات المتحدة الأمريكية.
- 5 أبريل – كيرت كوبين (مواليد 1967)[55]
- 11 أبريل – ويسلي باري (مواليد 1907)[56]
- 16 أبريل – رالف إيلسون (مواليد 1914)[57]
- 17 أبريل – روجر سبيري (مواليد 1913)[58]
- 20 أبريل – دينيس ستيوارت (مواليد 1947) ممثل أمريكي.[59]
- 22 أبريل – ريتشارد نيكسون (مواليد 1913) رئيس أمريكي سابق.[60]
- 29 أبريل – جيمي داردن (مواليد 1922)

### مايو
- 8 مايو – جورج بيبارد (مواليد 1928) ممثل أمريكي.[61]
- 10 مايو – كلينث بروكس (مواليد 1906)[62]
- 11 مايو – تيموثي كاري (مواليد 1929) ممثل أمريكي.[63]
- 12 مايو – روي بلنكيت (مواليد 1910) كيميائي أمريكي.[64]
- 15 مايو – رويال دانو (مواليد 1922)[65]
- 19 مايو – جاكلين كينيدي (مواليد 1929)[66]
- 20 مايو – جيمس أوغسطين شانون (مواليد 1904) طبيب من الولايات المتحدة الأمريكية.[67]

### يونيو
- 10 يونيو – ماري مورساوا (مواليد 1919) عالمة أمريكية في مجال مورفوجيا الأرض.[68]
- 11 يونيو – ريتشارد بارتليت (مواليد 1922) منتج أفلام أمريكي.[69]
- 12 يونيو – كريستوفر كولينز (مواليد 1949)[70]
- 13 يونيو – جيمس بي بولاك (مواليد 1938) عالم فلك أمريكي.[71]
- 14 يونيو – هنري مانشيني (مواليد 1924)[72]
- 15 يونيو – ريتش جونسون (مواليد 1946) لاعب كرة سلة أمريكي.
- 20 يونيو – ماري ماكسويل غيتس (مواليد 1929)
- 21 يونيو – ويليام ويلسون مورغان (مواليد 1906) عالم فلك أمريكي.[73]
- 27 يونيو – سام هانكس (مواليد 1914)
- 30 يونيو – جورجي أبرامز (مواليد 1918) ملاكم من الولايات المتحدة الأمريكية.

### يوليو
- 3 يوليو – بيتي سارون (مواليد 1906) ملاكم من الولايات المتحدة الأمريكية.
- 4 يوليو – جيرارد سميث (مواليد 1914) دبلوماسي أمريكي.[74]
- 7 يوليو – كاميرون ميتشيل (مواليد 1918)
- 11 يوليو – غاري كيلدال (مواليد 1942)[75]
- 16 يوليو – جوليان شفينجر (مواليد 1918)[76]
- 18 يوليو – كارول ياجر (مواليد 1960)
- 22 يوليو – يوليوس آدمز ستراتون (مواليد 1901)
- 26 يوليو – جاك سيلفر (مواليد 1903)

### أغسطس
- 2 أغسطس – بيرت فريد (مواليد 1919) ممثل أمريكي.[77]
- 9 أغسطس – ألدو دونيلي (مواليد 1907) لاعب كرة قدم أمريكي.
- 16 أغسطس – جون دوسيت (مواليد 1921) ممثل أمريكي.[78]
- 17 أغسطس – جاك شاركي (مواليد 1902) ملاكم من الولايات المتحدة الأمريكية.[79]
- 19 أغسطس – لينوس باولنغ (مواليد 1901)[80]
- 20 أغسطس – أوديسا جرادي كلاي (مواليد 1917)[81]
- 29 أغسطس – مايكل بيترز (مواليد 1948) مصمم رقص من الولايات المتحدة الأمريكية.[82]

### سبتمبر
- 5 سبتمبر – آيك ويليامز (مواليد 1923) ملاكم من الولايات المتحدة الأمريكية.
- 7 سبتمبر – دينيس مورغان (مواليد 1908) ممثل أمريكي.[83]
- 10 سبتمبر – تشارلز دريك (مواليد 1917) ممثل أمريكي.[84]
- 12 سبتمبر – توم إيويل (مواليد 1909) ممثل أمريكي.[85]
- 15 سبتمبر – مارك ستيفنز (مواليد 1916) ممثل من الولايات المتحدة الأمريكية.[86]
- 16 سبتمبر – جاك دودسون (مواليد 1931) ممثل أمريكي.[87]
- 17 سبتمبر – فيتاس غيرولايتيس (مواليد 1954) لاعب كرة مضرب أمريكي.[88]
- 23 سبتمبر – روبرت بلوخ (مواليد 1917)[89]

### أكتوبر
- 1 أكتوبر – بود هاوزر (مواليد 1901) منافِس أوليمبي من الولايات المتحدة الأمريكية.
- 7 أكتوبر – بروس كورك (مواليد 1916) فيزيائي أمريكي.
- 7 أكتوبر – ري إليفسون (مواليد 1927) لاعب كرة سلة أمريكي.
- 17 أكتوبر – جورج باروز (مواليد 1914) ممثل أمريكي.
- 18 أكتوبر – إدي ماست (مواليد 1948) لاعب كرة سلة أمريكي.
- 19 أكتوبر – مارثا راي (مواليد 1916)[90]
- 20 أكتوبر – برت لانكستر (مواليد 1913) ممثل أمريكي.[91]

### نوفمبر
- 1 نوفمبر – نواه بيري جونيور (مواليد 1913) ممثل أمريكي.
- 11 نوفمبر – جون أنتوني فولبي (مواليد 1908) سياسي أمريكي.[92]
- 11 نوفمبر – روبرت إيرل سوير (مواليد 1923) ممثل أمريكي.
- 12 نوفمبر – فيلما رودولف (مواليد 1940) عداءة سرعة من الولايات المتحدة الأمريكية.[93]
- 15 نوفمبر – جيمس واتس (مواليد 1904)[94]
- 19 نوفمبر – اروين جريسوولد (مواليد 1904) محامي أمريكي.[95]
- 24 نوفمبر – بنجامين روجيرو "ليفتي" (مواليد 1926)
- 24 نوفمبر – ميلتون جيرولد شاب (مواليد 1912) سياسي من الولايات المتحدة الأمريكية.[96]
- 28 نوفمبر – جيفري دامر (مواليد 1960) قاتل وسفاح أمريكي.[97]
- 29 نوفمبر – جورج بيل تيمرمان (مواليد 1912) سياسي أمريكي.[98]

### ديسمبر
- 7 ديسمبر – إدوارد ريل ماديجان (مواليد 1936) سياسي أمريكي.[99]
- 12 ديسمبر – ستوارت روزا (مواليد 1933) رائد فضاء أمريكي.[100]
- 18 ديسمبر – وليام والتون (مواليد 1909)[101]
- 20 ديسمبر – دين راسك (مواليد 1909) سياسي أمريكي.[102]
- 26 ديسمبر – روبرت إمهاردت (مواليد 1914) ممثل أمريكي.